# Kilseng
Kilseng (dansk) eller Kielseng (tysk) er navnet på en en gade og et område i Flensborg i det nordlige Tyskland (Sydslesvig) beliggende på østsiden af Flensborg Fjord syd for Mørvig-Klosterskov og nord for den nu forsvundne halvø Harnæs.
Navnet går tilbage til en gård på samme sted. Stedet var opkaldt efter gårdens første kendte ejer Ketel (Kilseng ≈ Ketels eng). Stednavnet blev allerede nævnt i 1500-tallet. I 1700-tallet blev gården, der før var direkte knyttet til Flensbog by, lagt under Husby Herreds jurisdiktion. Senere indgik gården i den lille landkommune Jørgensgaard og stedet udviklede sig efterhånden til et attraktivt udflugtsmål for velhavende borgere fra Flensborg. I 1900 blev Jørgensgaard og Kilseng endelig indlemmet i Flensborg.
I 1880erne blev Kilseng Bugt delvis opfyldt. Senere udbyggedes frihavnen tæt på stedet. I 1930erne fulgte marinehavnen, hvilket betød enden på både gården og gæstgiveriet. Kilsengs hollandske vindmølle fra 1700-tallet var allerede nedrevet i 1900. I dag minder kun gadenavnet om den nu forsvundne gård. Af de historiske bygninger er der intet tilbage.
Den 14. juni 1945 kom det til en stor eksplosion på havnen i Kilseng, hvilket kostede omkring 60 mennesker livet.

## Eksterne links
- Wikimedia Commons har flere filer relateret til Kilseng
- Dansk militærhistorie: Eksplosionen i Flensborg 14. juni 1945

54°48′8.10″N 9°26′36.76″Ø / 54.8022500°N 9.4435444°Ø